# فان کازین
فان کازین (انگلیسی: Fan Kexin؛ زادهٔ ۱۹ سپتامبر ۱۹۹۳) اسکیت‌باز سرعت اهل چین است.